# 夏の故郷
『夏の故郷』（なつのふるさと）は、NHK総合テレビジョンの『銀河テレビ小説』ふるさとシリーズで、1976年8月9日から8月20日まで放送されたテレビドラマ。山田太一脚本。

## 出演
山影重一
演 - 佐野浅夫
山影三千子
演 - 中北千枝子
山影俊太郎
演 - 夏八木勲
山影正子
演 - 竹下景子
宮下一郎
演 - 峰竜太
森沢圭司
演 - タケ司馬緒
源茂男
演 - 佐藤輝昭(佐藤輝)
岩井芳夫
演 - 小西俊雄
大沢光子
演 - 倉野章子
木島良子
演 - 藤岡麻里
藤原幾代
演 - 水沢有美
中川明子
演 - 関純子
宮内富子
演 - 田坂都
藤原清太郎
演 - 下條アトム
淳一
演 - 今村広則
良作
演 - 立沢雅人
清子
演 - 滝田裕子
町長
演 - 浜田寅彦
教育長
演 - 井上昭文
スナックのマスター
演 - 及川広夫
美代
演 - 今井和子
末子
演 - 夏江陽子
その他
演 - 河原裕昌

## スタッフ
- 脚本 - 山田太一
- 制作 - 伊神幹
- 演出 - 佐藤隆
- 美術 - 佐藤武俊、南波靖造
- 技術 - 広門隆二、浜屋敷孝
- 効果 - 岩崎進
- 音楽 - 瀬尾一三

## 主題歌
- 荒井由実『晩夏（ひとりの季節）』（アルバム『14番目の月』に収録）

### テーマソングのバックシーン
ドラマ冒頭に流れる『晩夏』のバックに流れる景色は、夜の東京タワー。六本木交差点、ロアビル前あたりから道路の中央にそびえる東京タワーが、ふるさとシリーズでの東京を象徴している。

## 関連文献
- 山田太一『山田太一作品集 10 (夏の故郷・上野駅周辺)』大和書房、1986年5月20日。